# Liste der Bürgermeister von Klagenfurt

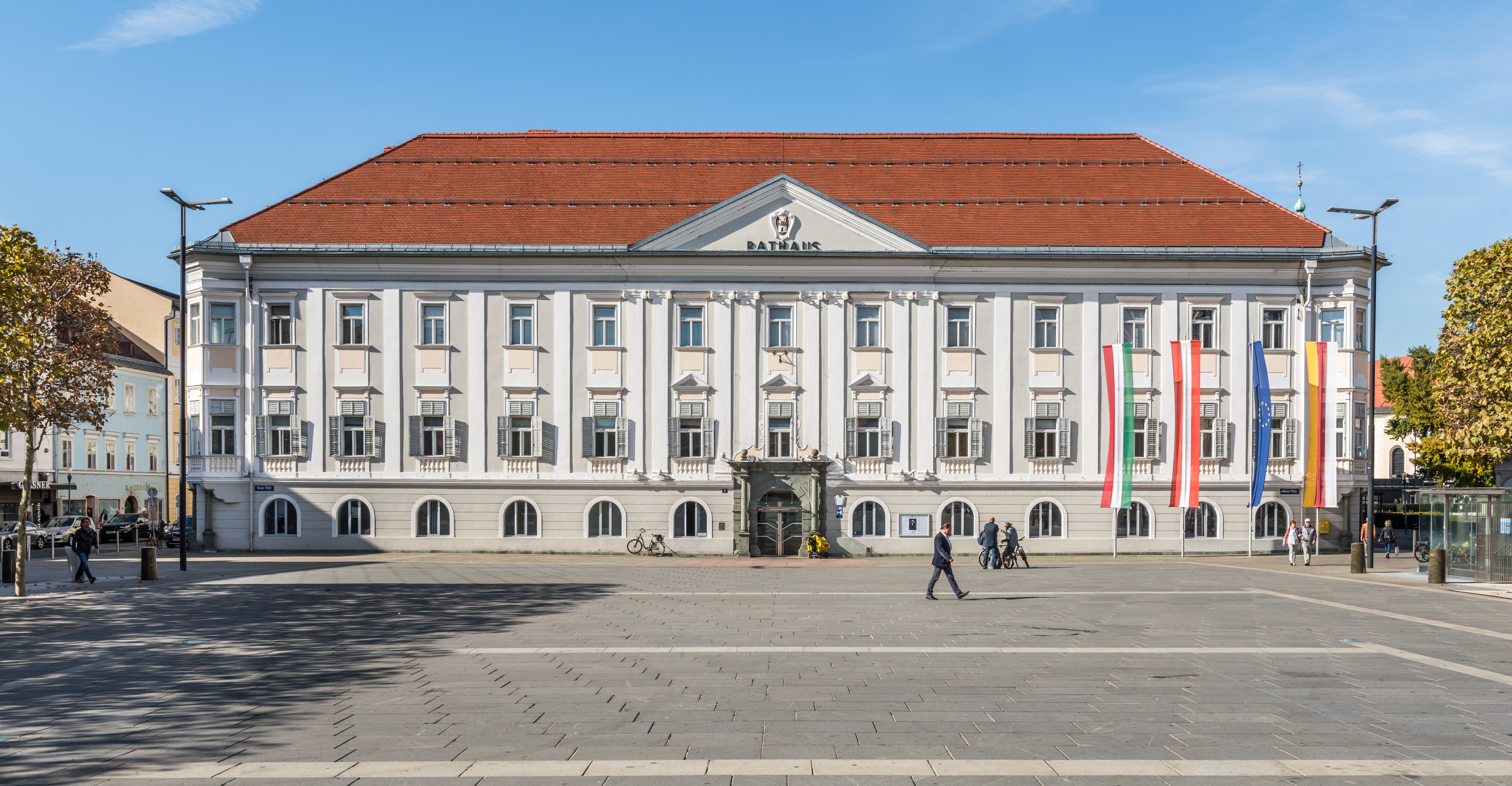
Das Klagenfurter Rathaus

Diese Liste der Bürgermeister umfasst in antichronologischer Folge die Stadtoberhäupter der Kärntner Landeshauptstadt Klagenfurt am Wörthersee seit dem Jahr 1588. Damals wurde das Amt des Bürgermeisters von den Landständen, in deren Besitz sich die Stadt seit 1518 befand, geschaffen. Neben der Stadtverwaltung oblag ihm (gemeinsam mit den seit 1213 belegten Stadtrichtern) auch die Gerichtsbarkeit der Stadt. Bis in die Mitte des 18. Jahrhunderts wurde jährlich ein Bürgermeister ausgewählt. Mit den Reformen Maria Theresias und vor allem ihres Sohnes Joseph II. verloren die Landstände ihren Einfluss zugunsten der staatlichen Zentralgewalt. Das Stadtoberhaupt und vier Räte wurden nun auf Lebenszeit ernannt. Nach der Revolution von 1848/1849 erließ Franz Joseph I. ein Gemeindegesetz, auf Basis dessen wieder ein Gemeinderat und aus ihm ein Bürgermeister gewählt werden konnten. Das mit dem Entstehen der Ersten Republik eingeführte allgemeine, gleiche und geheime Wahlrecht wurde mit der Verfassung des Ständestaates 1934 wieder aufgehoben. Aufgrund der Wirren der Zeit unmittelbar nach dem Zweiten Weltkrieg sollten erst 1949 wieder Gemeinderats- und Bürgermeisterwahlen in Klagenfurt stattfinden.

## Listen

### Von der Gegenwart bis 1850
| Amtszeit                         | Name                               | Partei               | Bild | Anmerkung | 1. Vizebürgermeister | 2. Vizebürgermeister |
| -------------------------------- | ---------------------------------- | -------------------- | ---- | --- | --- | --- |
| Seit 8. April 2021               | Christian Scheider                 | Team Kärnten/FSP     |      | | Ronald Rabitsch (SPÖ, seit Juni 2024) Philipp Liesnig (SPÖ, Oktober 2021 bis Juni 2024) Jürgen Pfeiler (SPÖ, bis Oktober 2021) | Alexander Kastner (Team Kärnten, ab Februar 2024) Alois Dolinar (Team Kärnten, bis Februar 2024)                             |
| 7. April 2015–8. April 2021      | Maria-Luise Mathiaschitz           | SPÖ                  |      | | Jürgen Pfeiler (SPÖ) | Wolfgang Germ (FPÖ, ab März 2019) Christian Scheider (FPÖ, bis März 2019)                                                    |
| 8. April 2009–7. April 2015      | Christian Scheider                 | BZÖ/FPÖ              |      | | Wolfgang Germ (FPÖ, ab Oktober 2014) Albert Gunzer (BZÖ/FPÖ, bis Oktober 2014) | Maria-Luise Mathiaschitz (SPÖ)                                                                                               |
| 18. April 1997–8. April 2009     | Harald Scheucher                   | ÖVP                  |      | | Maria-Luise Mathiaschitz (SPÖ, ab Jänner 2008) Ewald Wiedenbauer (SPÖ, 1998 bis Dezember 2007) Siegbert Metelko (SPÖ, bis 1998) | Walter Zwick (ÖVP, ab Oktober 2005) Mario Canori (FPÖ, Mai 2001 bis Oktober 2005) Gustav Possegger (FPÖ, bis Mai 2001)       |
| 2. Februar 1973–18. April 1997   | Leopold Guggenberger               | ÖVP                  |      | Mit vier Amtszeiten der längstdienende Bürgermeister (mit Ausnahme des 1822 noch auf Lebenszeit ernannten Josef Truck) und 1991 der erste durch Direktwahl (anstatt durch den Gemeinderat) gewählte.                            | Siegbert Metelko (SPÖ, ab April 1992) Michael Ausserwinkler (SPÖ, April 1991 bis April 1992) Walter Candussi (FPÖ, April 1985 bis März 1991) Walter Dermuth (ÖVP, April 1979 bis März 1985) Heribert Medweschek (SPÖ, 1974 bis März 1979) Otmar Schwingl (SPÖ, 1974) Hans Romauch (SPÖ, bis 1974) | Reinhart Gaugg (FPÖ, ab April 1991) Kurt Peterle (SPÖ, 1981 bis März 1991) Gert Vallon (FPÖ, bis März 1979)                  |
| 12. Mai 1957–2. Mai 1973         | Hans Ausserwinkler                 | SPÖ                  |      | | Hans Romauch (SPÖ, ab November 1967) Josef Seidling (SPÖ, bis Oktober 1967) | Walter Flucher (ÖVP, ab November 1967) Rudolf Nowak (ÖVP, Juli 1962 bis Oktober 1967) Blasius Scheucher (ÖVP, bis Juli 1962) |
| 28. März 1952–12. November 1957  | Peter Graf                         | SPÖ                  |      | Übernahm nach Schatzmayrs plötzlichem Tod die Amtsgeschäft und wurde bei der Wahl 1953 im Amt bestätigt. | Franz Pogatschnig (SPÖ, ab 1954) Otto Katzian (SPÖ, bis 1954) | Blasius Scheucher (ÖVP) |
| 8. Mai 1945–29. Februar 1952     | Friedrich Schatzmayr               | SPÖ                  |      | Am 8. Mai von den britischen Besatzern eingesetzt, bei den Wahlen 1945 und 1949 im Amt bestätigt. Verstarb während seiner zweiten Amtszeit an einem Herzinfarkt.                                                                | Otto Katzian (SPÖ, ab 1946) Josef Matt (ÖVP, Mai 1945 bis Februar 1946) | Blasius Scheucher (ÖVP, ab 1950) Otto Dermuth (ÖVP, 1948–1950) Franz Krassnig (ÖVP, Februar 1946 bis 1948)                   |
| 13. März 1938–7. Mai 1945        | Friedrich von Franz                | NSDAP                |      | Unmittelbar nach dem Anschluss Österreichs eingesetzt, trug nach der nun geltenden deutschen Gemeindeordnung den Titel Oberbürgermeister. Wurde am 7. Mai von jugoslawischen Partisanen verschleppt und bald darauf erschossen. | | |
| 12. Februar 1934–11. März 1938   | Adolf Wolf                         | CS/VF                |      | Nach Pichler-Mandorfs Absetzung „Regierungskommissar mit den Aufgaben eines Bürgermeisters.“ | | |
| 1. Juni 1931–12. Februar 1934    | Franz Pichler-Mandorf              | SDAP                 |      | Nach dem Februaraufstand und dem Verbot der SDAP abgesetzt. | | |
| 13. Juli 1926–31. Mai 1931       | Adolf Heinrich Bercht              | GDVP                 |      | | | |
| 24. Februar 1921–2. Juli 1926    | Friedrich Wolsegger                | GDVP                 |      | | | |
| 22. April 1916–6. Jänner 1921    | Friedrich von Wetzlar-Plankenstern |                      |      | | | |
| 22. Juni 1909–23. Dezember 1915  | Gustav von Metnitz                 | Deutsche Volkspartei |      | Verstarb im Amt | | |
| 22. Mai 1906–15. Juni 1909       | Julius Christoph Neuner            | Großdeutsche Partei  |      | Übernahm nach dem krankheitsbedingten Rücktritt Suppans wieder die Amtsgeschäfte. | | |
| 27. Mai 1905–22. Mai 1906        | Johann Franz Suppan                |                      |      | Musste sein Amt nach einem Jahr krankheitsbedingt zurücklegen. | | |
| 8. April 1896–22. Mai 1905       | Julius Christoph Neuner            | Großdeutsche Partei  |      | | Gustav von Metnitz (ab 1898) | Gustav von Metnitz (ab 1898)                                                                                                 |
| 25. Juni 1892–31. März 1896      | Friedrich Posch                    |                      |      | Trat zurück, nachdem der Gemeinderat Elektrifizierung und andere Modernisierungen abgelehnt hatte. | | |
| 20. Mai 1890–3. Mai 1892         | Franz Glöckner                     |                      |      | Trat 70-jährig zurück, nachdem eine Zeitung eine „Verjüngung des Gemeinderates“ gefordert hatte. | Friedrich Posch (ab 1890) | Friedrich Posch (ab 1890) |
| 7. Juni 1887–30. Mai 1890        | Franz Erwein                       |                      |      | Vizebürgermeister unter Jessernig, übernahm nach dessen Tod das Amt. | Franz Glöcker (ab 1887) | Franz Glöcker (ab 1887) |
| 20. Mai 1870–31. Mai 1887        | Gabriel von Jessernig              |                      |      | Verstarb im Amt | Franz Erwein (ab 1880) | Franz Erwein (ab 1880) |
| 3. Juni 1865–18. Februar 1870    | Leopold Nagel                      |                      |      | Rücktritt nach einem durch mangelnde Schneeräumung bedingten Unglücksfall, der ihm angelastet wurde. | | |
| 16. März 1861–17. Juni 1865      | Gabriel von Jessernig              |                      |      | | Leopold Nagel (ab 1863) | Leopold Nagel (ab 1863) |
| 22. Juni 1852–16. März 1861      | Ferdinand Hauser                   |                      |      | Dankte zugunsten seines Schwiegersohnes Gabriel von Jessernig ab. | Josef Anton Gugitz (bis 1853) | Josef Anton Gugitz (bis 1853)                                                                                                |
| 10. November 1850–13. April 1852 | Andreas Koller                     |                      |      | Seit 1848 provisorischer Gemeindevorstand, 1850 erster vom Gemeinderat gewählter Bürgermeister. Trat 1852 aufgrund ungeklärter Differenzen zurück.                                                                              | Josef Anton Gugitz (ab 1850) Matthias Rulitz (1848 stv. provisorischer Gemeindevorstand) | Josef Anton Gugitz (ab 1850) Matthias Rulitz (1848 stv. provisorischer Gemeindevorstand)                                     |

### Von 1850 bis 1588
- 1822–1850: Josef Truck
- 1821–1822: Johann Thaurer Ritter von Gallenstein
- 1819–1821: Anton Prettner
- 1814–1819: Josef Ritter von Pammer
- 1802–1814: Ignaz Umbauer
- 1798–1802: Franz Borgias von Vitali
- 1793–1796: Josef Scheranz
- 1785–1793: Franz Borgias von Vitali
- 1783–1785: Franz Anton Rutter
- 1781–1782: Kajetan Gottlieb Grundtner
- 1777–1780: Florian Baptist Bergamin
- 1774–1776: Philipp Eggendorfer
- 1770–1773: Matthias Christoph Bischoff
- 1767–1769: Kaspar Franz Schütz
- 1766: Franz Anton Rohr von Rohrau
- 1764–1765: Franz Borgias von Vitali
- 1762: Franz Anton Rohr von Rohrau
- 1761: Franz Heller
- 1760: Franz Anton Rohr von Rohrau
- 1753–1754: Max Seyfried von Khevill
- 1751–1752: Franz Heller
- 1750: Franz Gabriel Lang
- 1747–1749: Ferdinand Florentin
- 1744–1746: Pankraz Sammernig
- 1741–1743: Anton Josef Greimbl
- 1737–1740: Marx Anton von Schurian
- 1732–1735: Johann Michael von Fresacher
- 1723–1728: Johann Franz von Högen
- 1718–1722: Johann Michael von Fresacher
- 1715–1717: Johann Franz von Högen
- 1710–1712: Valentin Matschnig
- 1705–1709: Franz Koch
- 1704: Johann Anton Zechner
- 1698–1703: Johann Christoph Schäfer
- 1697: Ferdinand Gänster
- 1696: Christian Crabath
- 1694–1695: Ferdinand Gänster
- 1693: Tobias von Schurian
- 1690–1692: Christian Crabath
- 1688–1689: Jakob Neyß d. Ä.
- 1683–1687: Blasius Kollienz
- 1679–1682: Tobias von Schurian
- 1675–1678: Jakob Neyß
- 1672–1674: Simon Prandstätter
- 1669–1671: Hans Pewall
- 1663–1669: Georg Gassarister
- 1655–1662: Matthias Steptnitzer
- 1648–1654: Anton Pewall
- 1647: Georg Muernigg
- 1641–1646: Georg Krabath
- 1638–1640: Alexander Schurian
- 1633–1637: Sebastian Suggarth
- 1629–1632: Georg Muernigg
- 1628–1629: Tobias Steidler
- 1624–1627: Georg Muernigg
- 1623: Georg Lebmacher
- 1622: Tobias Steidler
- 1619–1621: Andrä Windisch
- 1617–1618: Georg Hainsitsch
- 1615–1616: Tobias Steidler
- 1611–1614: Achaz Winkler
- 1610: Georg Griuz
- 1607–1609: Kaspar Weit
- 1601–1606: Georg Griuz
- 1597–1600: Jakob Sembler
- 1596–1597: Christop Windisch
- 1595: Peter Ambtmann
- 1593–1594: Christoph Windisch
- 1591–1592: Primus Windisch
- 1589–1590: Georg Lebmacher
- 1588: Christoph Windisch